# Los Angeles Lakers 1972-1973
La stagione 1972-73 dei Los Angeles Lakers fu la 24ª nella NBA per la franchigia.
I Los Angeles Lakers vinsero la Pacific Division della Western Conference con un record di 60-22. Nei play-off vinsero la semifinale di conference con i Chicago Bulls (4-3), la finale di conference con i Golden State Warriors (4-1), perdendo poi la finale NBA con i New York Knicks (4-1).

## Western Conference
| Squadra             | V  | P  | %    | GB |
| ------------------- | -- | -- | ---- | -- |
| L.A. Lakers         | 60 | 22 | 73,2 | -  |
| G.S. Warriors       | 47 | 35 | 57,3 | 13 |
| Phoenix Suns        | 38 | 44 | 46,3 | 22 |
| Seattle S.Sonics    | 26 | 56 | 31,7 | 34 |
| Portland T. Blazers | 21 | 61 | 25,6 | 39 |

## Roster
| \| Pos. \| Num. \| Naz. \| Nome \| Altezza \| Peso \| Data nascita \| Provenienza \| \| ---- \| ----- \| ---- \| ----------------- \| ------- \| ------ \| ------------ \| -------------- \| \| A/C \| 32-35 \| \| Bridges, Bill \| 196 cm \| 103 kg \| 04-04-1939 \| Kansas \| \| C \| 30 \| \| Brown, Roger \| 211 cm \| 102 kg \| 23-02-1950 \| Kansas \| \| C \| 13 \| \| Chamberlain, Wilt \| 216 cm \| 125 kg \| 21-08-1936 \| Kansas \| \| A/C \| 31 \| \| Counts, Mel \| 213 cm \| 104 kg \| 16-10-1941 \| Oregon State \| \| A/C \| 14 \| \| Ellis, LeRoy \| 208 cm \| 95 kg \| 10-03-1940 \| St. John \| \| G/AP \| 24 \| \| Erickson, Keith \| 196 cm \| 88 kg \| 19-04-1944 \| UCLA \| \| G \| 25 \| \| Goodrich, Gail \| 185 cm \| 77 kg \| 23-04-1943 \| UCLA \| \| A \| 33 \| \| Grant, Travis \| 201 cm \| 98 kg \| 01-01-1950 \| Kentucky State \| \| A \| 52 \| \| Hairston, Happy \| 201 cm \| 102 kg \| 31-05-1942 \| New York \| \| A \| 5 \| \| McMillian, Jim \| 196 cm \| 98 kg \| 11-03-1948 \| Columbia \| \| G \| 15 \| \| Price, Jim \| 191 cm \| 88 kg \| 27-11-1949 \| Louisville \| \| G/AP \| 12 \| \| Riley, Pat \| 193 cm \| 93 kg \| 20-03-1945 \| Kentucky \| \| G \| 21 \| \| Robinson, Flynn \| 185 cm \| 84 kg \| 28-04-1941 \| Wyoming \| \| A \| 31 \| \| Trapp, John \| 201 cm \| 95 kg \| 02-10-1945 \| UNLV \| \| A \| 30 \| \| Turner, Bill \| 201 cm \| 100 kg \| 18-02-1944 \| Akron \| \| G/AP \| 44 \| \| West, Jerry \| 188 cm \| 79 kg \| 28-05-1938 \| West Virginia \| | Allenatore - Bill Sharman Assistente/i - John Barnhill Legenda - (C) Capitano - (FA) Free agent - (S) Sospeso - (TW) Contratto Two-way - (GL) Assegnato a squadra G League affiliata - Infortunato Roster • Transazioni · Ultima transazione: 24 aprile 1973 |                        |                   |         |        |              |                |
| Pos. | Num. | Naz.                   | Nome              | Altezza | Peso   | Data nascita | Provenienza    |
| A/C | 32-35 | Stati Uniti (bandiera) | Bridges, Bill     | 196 cm  | 103 kg | 04-04-1939   | Kansas         |
| C | 30 | Stati Uniti (bandiera) | Brown, Roger      | 211 cm  | 102 kg | 23-02-1950   | Kansas         |
| C | 13 | Stati Uniti (bandiera) | Chamberlain, Wilt | 216 cm  | 125 kg | 21-08-1936   | Kansas         |
| A/C | 31 | Stati Uniti (bandiera) | Counts, Mel       | 213 cm  | 104 kg | 16-10-1941   | Oregon State   |
| A/C | 14 | Stati Uniti (bandiera) | Ellis, LeRoy      | 208 cm  | 95 kg  | 10-03-1940   | St. John       |
| G/AP | 24 | Stati Uniti (bandiera) | Erickson, Keith   | 196 cm  | 88 kg  | 19-04-1944   | UCLA           |
| G | 25 | Stati Uniti (bandiera) | Goodrich, Gail    | 185 cm  | 77 kg  | 23-04-1943   | UCLA           |
| A | 33 | Stati Uniti (bandiera) | Grant, Travis     | 201 cm  | 98 kg  | 01-01-1950   | Kentucky State |
| A | 52 | Stati Uniti (bandiera) | Hairston, Happy   | 201 cm  | 102 kg | 31-05-1942   | New York       |
| A | 5 | Stati Uniti (bandiera) | McMillian, Jim    | 196 cm  | 98 kg  | 11-03-1948   | Columbia       |
| G | 15 | Stati Uniti (bandiera) | Price, Jim        | 191 cm  | 88 kg  | 27-11-1949   | Louisville     |
| G/AP | 12 | Stati Uniti (bandiera) | Riley, Pat        | 193 cm  | 93 kg  | 20-03-1945   | Kentucky       |
| G | 21 | Stati Uniti (bandiera) | Robinson, Flynn   | 185 cm  | 84 kg  | 28-04-1941   | Wyoming        |
| A | 31 | Stati Uniti (bandiera) | Trapp, John       | 201 cm  | 95 kg  | 02-10-1945   | UNLV           |
| A | 30 | Stati Uniti (bandiera) | Turner, Bill      | 201 cm  | 100 kg | 18-02-1944   | Akron          |
| G/AP | 44 | Stati Uniti (bandiera) | West, Jerry       | 188 cm  | 79 kg  | 28-05-1938   | West Virginia  |